# ادگار فردیناند سیریاکس
ادگار فردیناند سیریاکس (انگلیسی: Edgar Ferdinand Cyriax؛ ‏ ۲۸ فوریهٔ ۱۸۷۴ – ۱۹ فوریهٔ ۱۹۵۵) فیزیوتراپیست و پزشک ارتوپد اهل بریتانیا بود. وی دانش‌آموختهٔ دانشگاه ادینبرو بود و تحصیلات تکمیلی خود را در «مؤسسه مرکزی سلطنتی ژیمناستیک» در استکهلم گذراند و امروزه به خاطر کارها و پژوهش‌هایش در زمینهٔ ژیمناستیک، ماساژدرمانی و نخستین توصیف مکتوب سندرم دنده لغزنده شناخته می‌شود.